# Le Her
Le Her es un juego de naipes francés que se documenta desde el siglo XVI. Se juega con una baraja estándar de 52 cartas por dos personas. El rey es el valor más alto y el as el más bajo.
Cada jugador recibe una carta boca abajo y ve su valor. El otro jugador no ve el valor. Si el receptor lo desea, puede intercambiar su tarjeta con el distribuidor. Si el distribuidor tiene un rey, el intercambio se anula, y ambos conservan sus cartas originales. Luego, si el distribuidor lo desea, puede cambiar su carta (ya sea la original o la carta que se cambió) por una tercera carta nueva del mazo. Si la nueva carta es un rey, el movimiento se anula: el distribuidor debe conservar la carta anterior de menor valor. La persona con la carta de mayor valor gana. Si hay un empate, el distribuidor gana.